# Сугано, Мацуо
Мацуо Сугано (яп. 菅野 松男 Сугано Мацуо, 1939) —  японский астроном и первооткрыватель астероидов. Совместно с двумя своим коллегами, Коё Каваниси и Тосиро Номурой, открыл в общей сложности 4 астероида. Кроме того им, совместно с другими японскими астрономами, была обнаружена комета C/1983 J1 (Сугано-Сайгуса-Фудзикава).
Им также было обнаружено 3 новых звезды: V827 Her совместно с Минору Хондой, V838 Her совместно с Джорджем Элкоком и V4327 Sgr совместно с Уильямом Лиллером (William Liller), а также переменную звезду V1143 Ori.
Мацуо Сугано в течение 36 лет работал в муниципальном планетарии города Акаси, в честь которого был назван астероид (5881) Акаси.
В знак признания его заслуг одному из астероидов было присвоено его имя (5872) Номура, а астероид (6155) Ёкосугано был назван в честь его жены Ёко Сугано.